# OVOL3
OVOL3 (англ. Ovo like zinc finger 3) – білок, який кодується однойменним геном, розташованим у людей на довгому плечі 19-ї хромосоми. Довжина поліпептидного ланцюга білка становить 214 амінокислот, а молекулярна маса — 23 826.
| 10         |  | 20         |  | 30         |  | 40         |  | 50         |
| ---------- |  | ---------- |  | ---------- |  | ---------- |  | ---------- |
| MPRAFLVRSR |  | RPQPPNWGHL |  | PDQLRGDAYI |  | PGGPLTVPGG |  | KGQERRSVTI |
| WLFSSDCSSL |  | GGPPAQQSSS |  | VRDPWTAQPT |  | QGNLTSAPRG |  | PGTLGCPLCP |
| KAFPLQRMLT |  | RHLKCHSPVR |  | RHLCRCCGKG |  | FHDAFDLKRH |  | MRTHTGIRPF |
| RCSACGKAFT |  | QRCSLEAHLA |  | KVHGQPASYA |  | YRERREKLHV |  | CEDCGFTSSR |
| PDTYAQHRAL |  | HRAA       |  |            |  |            |  |            |

A: Аланін

C: Цистеїн

D: Аспарагінова кислота

E: Глутамінова кислота

F: Фенілаланін

G: Гліцин

H: Гістидин

I: Ізолейцин

K: Лізин

L: Лейцин

M: Метіонін

N: Аспарагін

P: Пролін

Q: Глутамін

R: Аргінін

S: Серин

T: Треонін

V: Валін

W: Триптофан

Задіяний у таких біологічних процесах, як транскрипція, регуляція транскрипції. 
Білок має сайт для зв'язування з іонами металів, іоном цинку. 
Локалізований у ядрі.